# Šahr-i Suchte
Šahr-i Suchte, někdy též Šahr-i Suchta, persky شهر سوخته (v překladu doslova Spálené město) je rozsáhlá archeologická lokalita v provincii Sístán a Balučístán v jihovýchodním Íránu. Pozůstatky městského osídlení pravděpodobně džafarské a hilmandské kultury z doby bronzové byly v roce 2014 zařazeny na seznam Světového dědictví UNESCO.

## Geografická poloha
Lokalita leží 57 km jižně od města Zabol v Sístánské pánvi jižně od řeky Hilmand v nadmořské výšce necelých 500 metrů. Šahr-i Suchte se nachází poblíž silnice Zahedán – Zabol, zhruba 18 kilometrů západně od afghánsko-íránské státní hranice.

## Historie
Existence sídla z doby bronzové souvisí s civilizacemi na území Íránu v prehistorickém období, které byly nezávislé na starověké Mezopotámii. Podle výzkumů sídlo na křižovatce obchodních cest bylo založeno v době kolem roku 3200 př. n. l. a zaniklo kolem roku 1800 př. n. l. Okolnosti vzniku a následného pádu města Šahr-i Suchte, které bylo zřejmě městským státem, zatím nebyly objasněny.
První archeologické výzkumy zde prováděl maďarsko–britský archeolog Aurel Stein, který tuto lokalitu objevil na začátku 20. století. V letech 1967–1978 zde prováděli rozsáhlé vykopávky pracovníků Íránského centra archeologických studií a italského archeologického ústavu Istituto italiano per l'Africa e l'Oriente (IsIAO). V dalších letech se výzkumem lokality zabývali také odborníci z Organizace národního kulturního dědictví, lidové tvorby a turizmu Íránu. Většina archeologických nálezů pochází z období let 2700–2300 př. n. l. Tyto nálezy mj. jsou dokladem, že přes Šahr-i Suchte procházely trasy starověkých cest, spojujících Mezopotámii s územím Íránu a dále s Indií a Čínou. Podle výzkumů město prošlo čtyřmi etapami rozvoje civilizace a bylo třikrát vypáleno.

## Popis
Tzv. Spálené město bylo popsáno jako nejrozsáhlejší íránská prehistorická lokalita. Centrální území, které je pod ochranou UNESCO, má rozlohu 275 ha a přilehlé ochranné pásmo činí 2 200 ha. Na tomto území se nachází také hřbitov s 20 000–40 000 hroby. V okruhu zhruba 12 km kolem města byly nalezeny pozůstatky 166 satelitních vesnic. V širším okruhu bylo identifikováno celkem 330 vesnic a íránští archeologové vyslovili domněnku, že v případě prozkoumání dalších pahorků na přilehlém území může být objeveno až 1500 podobných menších sídel.

## Galerie

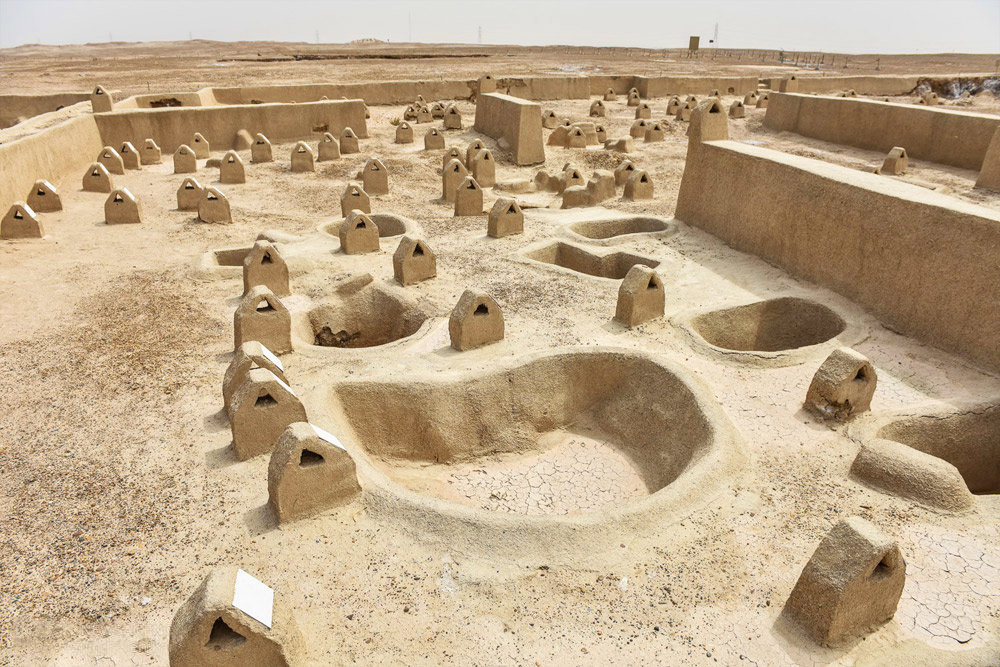
Nekropole v Šahr-i Suchte
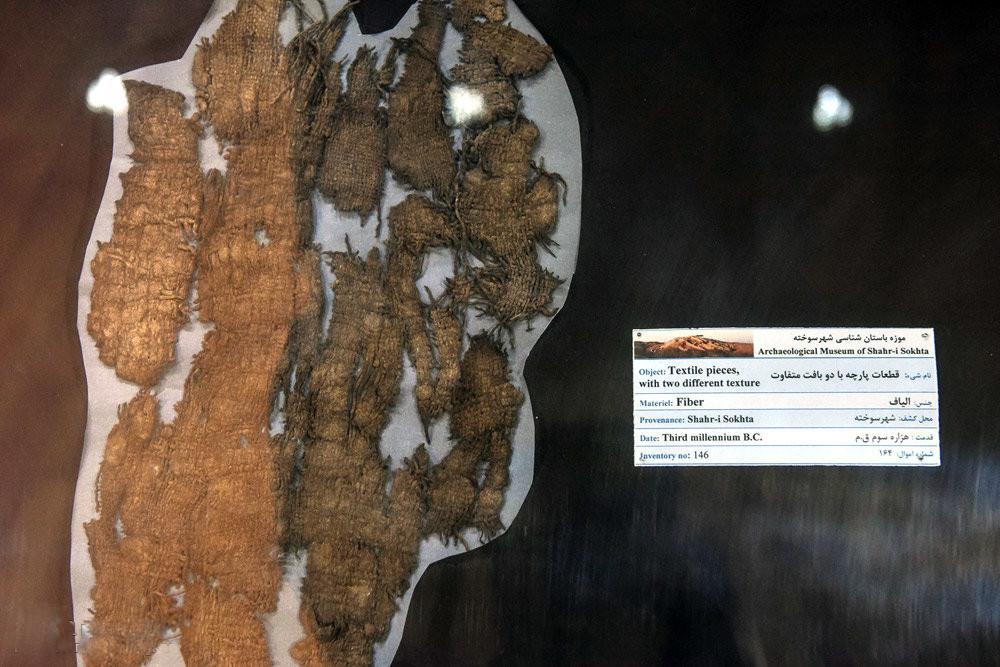
Zbytky 4 500 let starých textilií
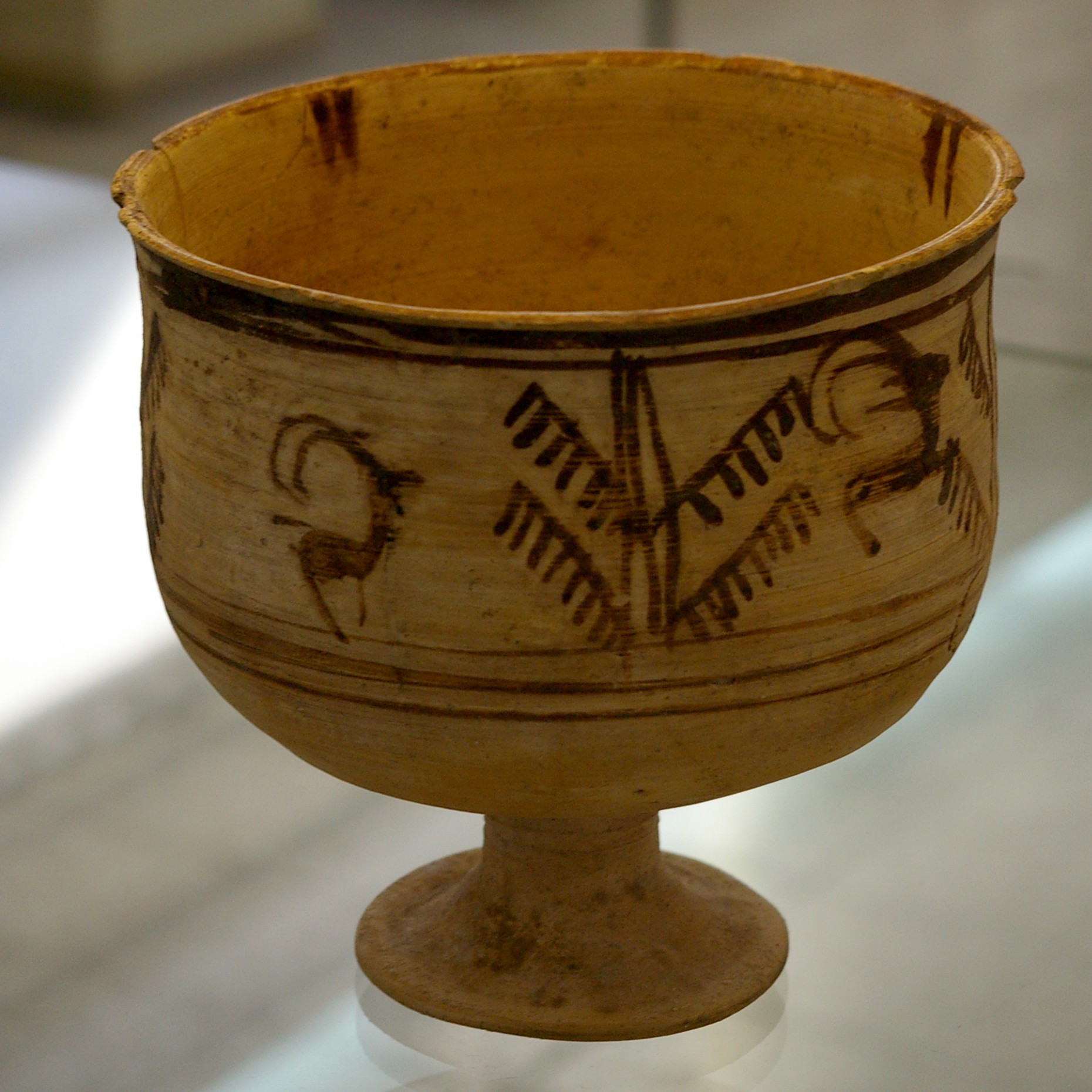
Pohár z poloviny 3. tisíciletí př. n. l.
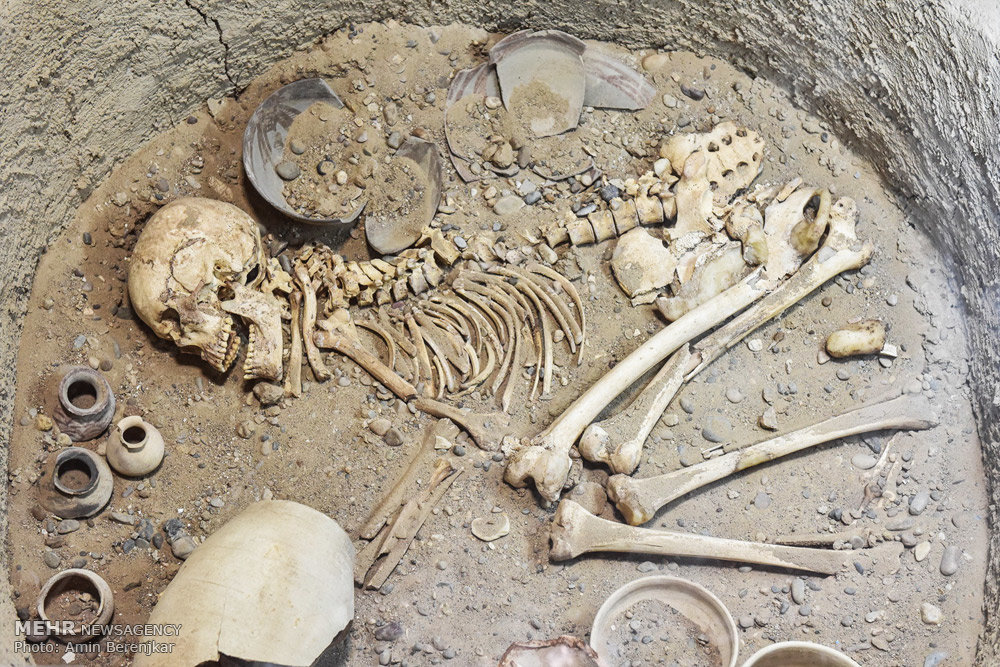
V jednom z hrobů
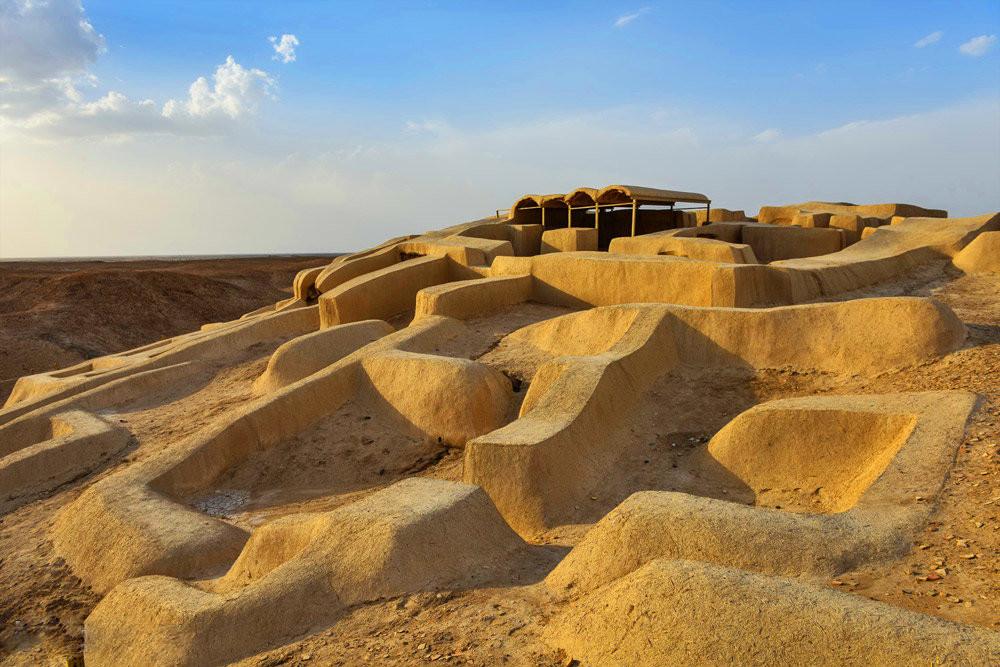
Uprostřed vykopávek